# Diego Valdés
Diego Alfonso Valdés Contreras (* 30. Januar 1994 in Santiago de Chile) ist ein chilenischer Fußballspieler, der beim mexikanischen Erstligisten Club América unter Vertrag steht. Der offensive Mittelfeldspieler ist seit Januar 2015 chilenischer Nationalspieler. Im Jahr 2023 wurde er zum Fußballer des Jahres in Chile gewählt.

## Karriere

### Verein
Der in Santiago de Chile geborene Diego Valdés entstammt der Jugendabteilung von Audax Italiano. Nachdem er das Spieljahr 2012 bereits regelmäßig in der Reservemannschaft gespielt hatte, wurde er während der Clausura 2012 in die erste Mannschaft befördert. Am 15. September 2012 (10. Spieltag der Clausura) debütierte er bei der 0:1-Auswärtsniederlage gegen den CD Universidad Católica in der höchsten chilenischen Spielklasse, als er in der 77. Spielminute für Mauricio Arias eingewechselt wurde. Bis Saisonende kam er in vier weiteren Ligaspielen zum Einsatz. In der Transición 2013 – der Übergangssaison aufgrund des Wechsels zum europäischen System – bestritt er bereits sieben Ligaspiele.
Am 30. November 2013 (16. Spieltag) erzielte er beim 2:0-Heimsieg gegen die Rangers de Talca sein erstes Ligator. In dieser Spielzeit 2013/14 absolvierte er 22 Ligaspiele, in denen ihm zwei Torerfolge gelangen. Der endgültige Durchbruch gelang Valdés in der Saison 2014/15, in der er sich zum unumstrittenen Stammspieler entwickelte. In den letzten fünf Spielen der Apertura 2014 erzielte er fünf Tore und bereitete drei weitere Treffer vor. In der gesamten Spielzeit bestritt er 31 Ligaspiele, in denen er sieben Torerfolge verbuchen konnte. In der nächsten Saison 2015/16 erzielte er in 32 Ligaeinsätzen sechs Tore.
Zum 1. Juli 2016 wechselte Valdés für eine Ablösesumme in Höhe von zwei Millionen US-Dollar zum mexikanischen Erstligisten Monarcas Morelia. Am 16. Juli 2016 (1. Spieltag der Apertura) debütierte er bei der 0:2-Auswärtsniederlage gegen den Club Tijuana für seinen neuen Verein. Bereits am nächsten Spieltag traf er beim 2:2-Unentschieden gegen den Querétaro FC erstmals. Rasch entwickelte er sich im Trikot der Canarios zum Stammspieler. In seiner ersten Saison 2016/17 machte er 35 Ligaspiele, in denen ihm drei Tore und vier Vorlagen gelangen. In der nächsten Spielzeit 2017/18 absolvierte er 39 Ligaspiele, in denen er sieben Treffer und fünf Assists verbuchen konnte. Bis zum Jahreswechsel war er in der darauffolgenden Saison 2018/19 auf 16 Ligaeinsätze gekommen, in denen er zwei Tore und drei Vorlagen sammeln konnte.
Zum 1. Januar 2019 wechselte Valdés zum Ligakonkurrenten Santos Laguna. Am 6. Januar 2019 (1. Spieltag der Clausura) debütierte er bei der 0:2-Auswärtsniederlage gegen die Lobos de la BUAP für die Guerreros. Seine ersten beiden Tore gelangen ihm am 25. Februar (8. Spieltag der Clausura) beim 4:0-Heimsieg gegen Deportivo Toluca. In der gesamten Spielzeit absolvierte er für beide Vereine insgesamt 33 Ligaspiele, in denen er fünf Tore erzielte und vier weitere Treffer vorbereitete. Seinen Status als Stammspieler behielt er in der Saison 2019/20 bei. Die ausufernde COVID-19-Pandemie in Mexiko bewirkte zwar eine verkürzte Ligameisterschaft, Valdés erlebte aber mit sieben Toren und fünf Vorlagen in 30 Ligaeinsätzen statistisch eine hervorragende Spielzeit.

### Nationalmannschaft
Am 29. Januar 2015 debütierte Diego Valdés beim 3:2-Testspielsieg gegen die Vereinigten Staaten in der chilenischen Nationalmannschaft. Zum Kader gehörte er erst wieder ab März 2018, er spielte ab jenem Zeitpunkt aber regelmäßig für La Roja. Am 8. Juni 2018 erzielte er beim 2:2-Unentschieden gegen Polen sein erstes Länderspieltor.
Im Juni 2019 wurde er von Reinaldo Rueda in den chilenischen Kader für die Copa América 2019 einberufen. Beim Turnier kam er in keiner Partie zum Einsatz.

## Rassismuseklat
Am 10. September 2018, einen Tag vor einem Testspiel gegen die südkoreanische Nationalmannschaft im Suwon-Stadion, schmähte Diego Valdés bei einem öffentlichen Auftritt über die Augen der asiatischen Gegner. Seine Geste erregte internationale Medienaufmerksamkeit und war nach dem Vorfall des kolumbianischen Spielers Edwin Cardona im November 2017, der während eines Länderspiels in ähnlicher Weise über den südkoreanischen Kapitän Ki Sung-yong sprach, bereits der zweite Rassismusvorfall eines südamerikanischen Spielers in kurzer Zeit. Als Reaktion veröffentlichte Valdés eine Entschuldigung in den sozialen Medien und posierte vor dem Spiel mit einem südkoreanischen Fan. Dies wurde aber vor allem in Südkorea als völlig unzureichend angesehen. Valdés stand in der folgenden Partie über die volle Spieldauer auf dem Platz.
Im Nachgang wurde Valdés von der FIFA nicht für sein Verhalten bestraft, während gegen Edwin Cardona im Jahr zuvor eine Sperre von fünf Länderspielen aufgefasst wurde.

## Erfolge
Club América
- Mexikanischer Meister: 2023-A

## Auszeichnungen
- Fußballer des Jahres in Chile: 2023